# Rajhenav
Rajhenav (nemško: Reichenau) je naselje v Kočevskem Rogu, spada v občino Kočevje. 
V bližnji okolici je Partizanska bolnica Pugled in vzpetina, imenovana Rajhenavski Rog (965 mnm). Predel Kočevskega Roga, ki obkroža vas, se imenuje Rajhenavski pragozd. V bližini stoji tudi Rajhenavska jelka, tretje največje drevo te vrste v Sloveniji.
Zaselek so v preteklosti naseljevali pretežno Kočevarji, oziroma kočevski Nemci, ki pa so področje zapustili ob izbruhu druge svetovne vojne. Kasneje je bila v zaselku urejena vojaška farma JLA, ki so jo 2. julija 1991 napadle in zavzele enote TO v osamosvojitveni vojni. Za ta podvig je bil kasneje ustanovljen »spominski znak Rajhenav 1991«.